# Swiss Indoors 2019
Swiss Indoors 2019 — тенісний турнір, що проходив на кортах з твердим покриттям у місті Базель, Швейцарія з 21 жовтня. Належав до категорії ATP Tour 500.

## Фінальна частина

### Одиночний розряд
Роджер Федерер —  Алекс де Мінор 6–2, 6–2

### Парний розряд
Жан-Жульєн Роєр /  Горія Текеу —  Тейлор Фріц /  Рейллі Опелка 7–5, 6–3